# Wilhelm Schelb
Wilhelm Schelb (* 25. September 1888 in Krozingen; † 14. Oktober 1957 in Karlsruhe) war ein deutscher Jurist. Er war Richter am Bundesgerichtshof.

## Leben und Wirken
1906 legte Schelb, Sohn eines praktischen Arztes, am Berthold-Gymnasium Freiburg das Abitur ab. Zum folgenden Wintersemester nahm er an der Universität Freiburg das Studium der Rechtswissenschaften auf. Noch während seines Studiums wurde er von der Universität Freiburg mit der von Richard Schmidt betreuten rechtshistorischen Arbeit „Staatsverwaltung und Selbstverwaltung, staatliche Rechtspflege und Sondergerichtsbarkeit im Stadtstaat Bologna unter der ausgebildeten Demokratie“ zum Dr. iur. promoviert. Im März 1911 legte Schelb in Freiburg sein Erstes Juristisches Staatsexamen ab. Anschließend war er als Rechtsreferendar am Amtsgericht Freiburg im Breisgau tätig, konnte seinen juristischen Vorbereitungsdienst jedoch nicht wie geplant zu Ende führen, da er als Soldat zum Ersten Weltkrieg einberufen wurde. Sein Zweites Staatsexamen konnte er erst im November 1917 ablegen. 1920 wurde Schelb Staatsanwalt. 1923 wechselte er auf die Richterbank und war zunächst als Amtsrichter tätig, später als Landrichter am Landgericht Karlsruhe. 1928 wurde er Oberregierungsrat im badischen Justizministerium. Ein weiteres politisches Fortkommen war Schelb, der dem Zentrum nahestand, unter der späteren Herrschaft der Nationalsozialisten jedoch nicht möglich. 1935 wurde aus dem Ministerium entfernt und als Richter an das Oberlandesgericht Karlsruhe versetzt.
Nach Kriegsende wurde Schelb, der Verbindungen zu Reinhold Frank und dessen Widerstandsgruppe unterhalten hatte, als unbelastet eingestuft und am 29. August 1945 als Landgerichtsdirektor in Karlsruhe vereidigt. Bereits im Dezember 1945 wechselte er als Senatspräsident an das Oberlandesgericht Stuttgart. Am 1. Januar 1950 kehrte er als Präsident an das Landgericht Karlsruhe zurück, blieb dort aber wiederum nur kurze Zeit. Ende 1950 wurde er zum Richter am Bundesgerichtshof gewählt und wurde dort der erste Vorsitzende des vor allem mit dem Haftungsrecht befassten III. Zivilsenats. Aus gesundheitlichen Gründen schied er jedoch bereits auf eigenen Wunsch im April 1951 wieder aus und wurde bis zum Eintritt in seinen Ruhestand am 30. September 1953 wieder Präsident des Landgerichts Karlsruhe. Nach kurzer schwerer Krankheit verstarb Wilhelm Schelb am 14. Oktober 1957 in Karlsruhe. Wilhelm Schelb war ein Bruder des Komponisten Josef Schelb.